# سوتر
پاپ سوتر (به انگلیسی: Pope Soter) یکی از پاپ‌های کلیسای کاتولیک رم بود که در ایتالیا به دنیا آمد و بین سال‌های ۱۶۶ تا ۱۷۵ میلادی پاپ بود.